# (249539) Pedrosevilla
(249539) Pedrosevilla est un astéroïde de la ceinture principale.

## Description
(249539) Pedrosevilla est un astéroïde de la ceinture principale. Il fut découvert le 16 avril 2010 aux États-Unis par le programme WISE. Il présente une orbite caractérisée par un demi-grand axe de 3,08 UA, une excentricité de 0,14 et une inclinaison de 7,7° par rapport à l'écliptique.

## Compléments